# Aéroport international de Puebla
L'aéroport international de Puebla aussi appelé aéroport international Hermanos Serdán (code IATA : PBC • code OACI : MMPB • code DGAC M. : PBC), est un aéroport mexicain situé proche du village de Huejotzingo a vingt-trois kilomètres au nord-ouest de la ville de Puebla de los Ángeles (en français : Puebla des Anges).
Il sert aussi comme un aéroport alternatif pour la ville de Mexico, puisqu'il fait partie du Grupo Aeroportuario del Valle de México, le système des aéroports métropolitains, qui comprend l'aéroport de la capitale du Mexique, Toluca, Cuernavaca et Querétaro. 
En 2007, l'aéroport international de Puebla a reçu 445 800 passagers, tant que pour 2008 il a reçu 551 000 passagers, selon des chiffres données publiées par l'Operadora Estatal d'Aéroports.

## Situation
| \| 500 km1:6 468 000 \| Acapulco Aguascalientes Huatulco Campeche Cancún Chetumal Chihuahua Ciudad · del Carmen Ciudad Juárez Ciudad · Obregón Ciudad · Victoria Colima Cozumel Culiacán Guanajuato Durango Guadalajara Hermosillo Ixtapa · Zihuatanejo La Paz San José · del Cabo Los Mochis Matamoros Mazatlán Mérida Mexicali Mexico B.J. Mexico F.A. Minatitlán Monterrey Morelia Nuevo · Laredo Oaxaca Playa · de Oro Puebla Puerto · Escondido Puerto · Vallarta Querétaro Reynosa San Luis · Potosí Tampico Tapachula Tepic Tijuana Toluca Torreón Tuxtla Gutiérrez Uruapan Veracruz Villahermosa Zacatecas |
| 500 km1:6 468 000 |

## Compagnies aériennes et destinations
| Compagnies         | Destinations                                                                                        |
| ------------------ | --------------------------------------------------------------------------------------------------- |
| Aeromar            | Guadalajara-M. Hidalgo y Costilla                                                                   |
| Aeroméxico Connect | Monterrey-M. Escobedo                                                                               |
| Calafia Airlines   | Guadalajara-M. Hidalgo y Costilla, La Paz-El Alto, Tuxtla Gutiérrez                                 |
| Magni              | En saison : Cancún                                                                                  |
| United Express     | Houston-George Bush                                                                                 |
| VivaAerobus        | Cancún, Guadalajara-M. Hidalgo y Costilla, Monterrey-M. Escobedo, Puerto Vallarta, Tuxtla Gutiérrez |
| Volaris            | Cancún, Monterrey-M. Escobedo, Tijuana-A. L. Rodríguez                                              |

Édité le 20/06/2019

## Statistiques
Pour des raisons techniques, il est temporairement impossible d'afficher le graphique qui aurait dû être présenté ici.

Voir la requête brute et les sources sur Wikidata.